# Ogam

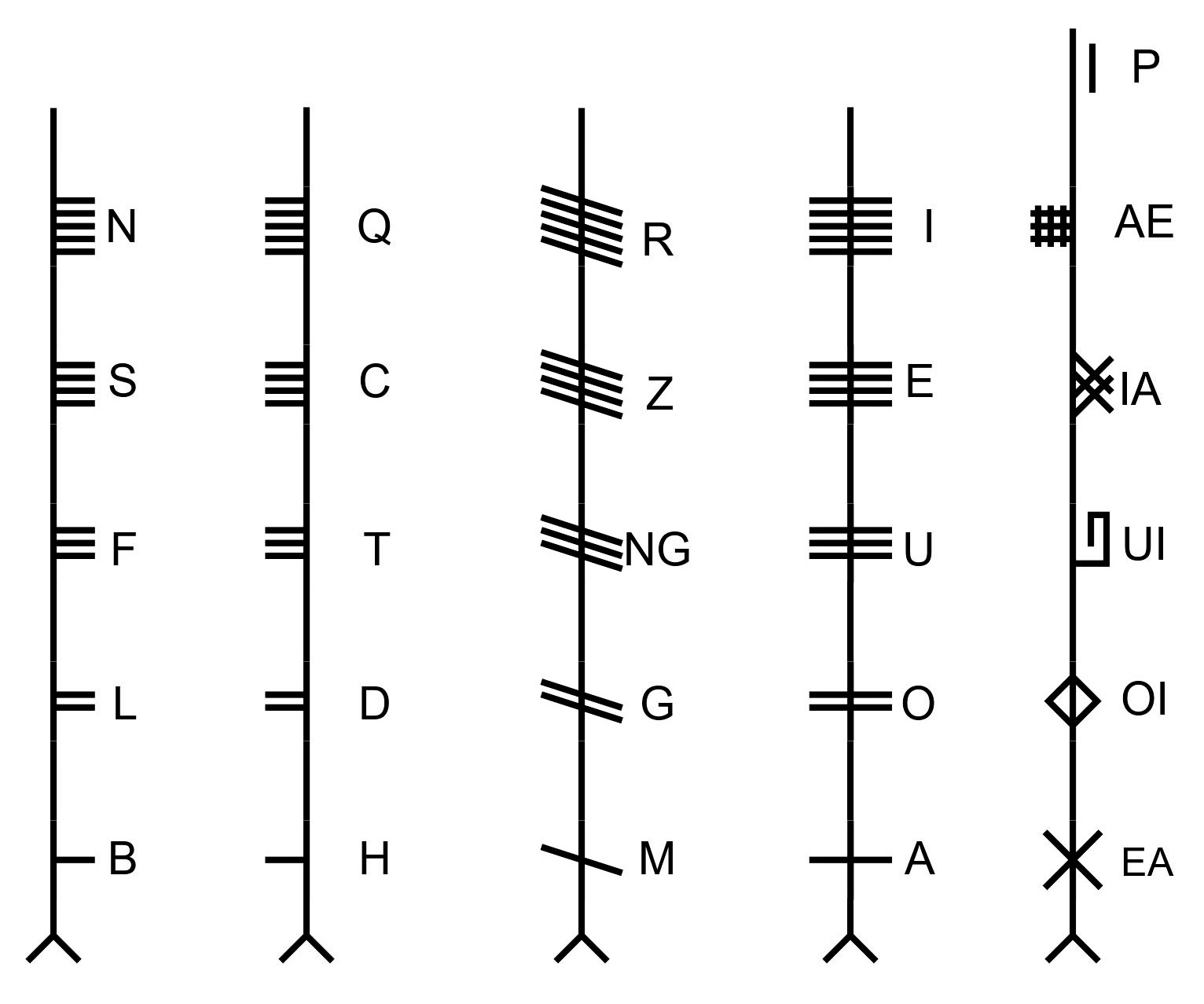
Ogam alfabet

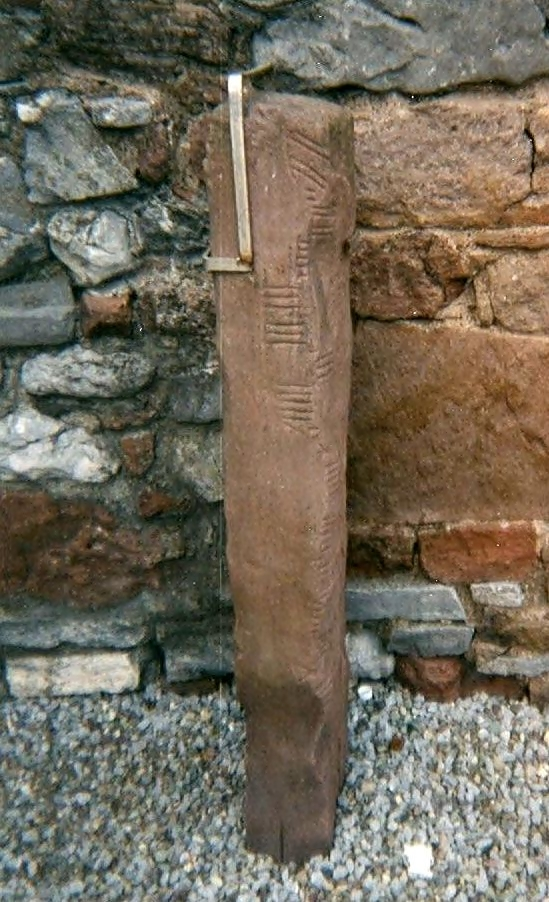
Sten med inskrifter i ogam.

Ogam eller ogham är ett tidigmedeltida alfabet främst använt inom det iriska språkområdet och emellanåt också använt inom kymriska. 
Ogam kallas ibland ”det keltiska träalfabetet”, på grund av att varje enskild bokstav är uppkallad efter varsin specifika träsort. Det finns ungefär 400 bevarade ogaminskriptioner på stenmonument på Irland och på Storbritannien; de flesta bildar en bågformation som sträcker sig från County Kerry i Sydirland över Dyfed i Sydwales. De flesta resterna finns i sydöstra Irland, västra Skottland, på Isle of Man och omkring Devon–Cornwall-gränsen i England.
Majoriteten av inskriptionerna består av personnamn. Ursprunget till namnet ogam är ännu oklart. En teori är att ordet kommer från det irländska ordet og-úaim, syftande på ärr skapat av ett skarpt vapen.